# Saints Row
『Saints Row』（セインツ・ロウ）は、2006年8月にTHQから発売されたアクションゲーム。対応機種はXbox 360。2007年6月21日には日本語版が発売された。
日本国外では100万部以上の売れ行きとなり、Xbox 360、PS3、PCで続編『Saints Row 2』がリリースされた。
なお、日本語版においては一部の名称の変更が指摘されているが、本項においては元の名前のままで記載する。
本作は『グランド・セフト・オートシリーズ』などに代表される、オープンワールド系クライムアクションゲームで、道を歩く人々を殴ったり、車を奪ったりできる。主人公はストリートギャングの一員となって敵のギャング団と戦い、街の支配権を争う。
ゲームシステムは『グランド・セフト・オートIII』とほぼ同じだが、GTAの指名手配度に相当する悪評が警察だけではなく敵対する各ギャングにも存在する点などが異なる。

## 概要
ゲームは基本的にはサブクエストである「アクティビティー」をクリアするなどしてリスペクトを貯め、ミッション（敵対組織との抗争）に挑戦するという形で進行する。
アクティビティーとは主人公が街の住民から頼まれる仕事（主に暗殺や詐欺などの犯罪）であり、クリアすると現金とリスペクトが得られる。
リスペクトを得る他の方法としては「敵ギャング・警察官を殺す」「各所に落ちているCDを集める」「強盗を成功させる」などがある。
高価な服やアクセサリーを身につければ、得られるリスペクトも少し増える。
また、リスペクトを得られるアクティビティーは全部で11種類あり、基本的に1から8までのレベルに分かれている。一度クリアしたアクティビティー・レベルで遊ぶこともできるが、再度クリアしても金しか得られない。
アクティビティの例としては、敵ギャングの娼婦を勧誘する「スカウト」や、麻薬の売人を敵の襲撃から守りつつ顧客との取引を一定数こなす「デリバリー」などがある。
GTAと違って主人公は決められた名前や設定を持たないアバターとなっており、外見はプレイヤーが自由にカスタマイズすることができる。
他にもアクティビティーのユニークさや珍妙なコスチュームなど、コミカルなバカゲー的要素を持つものの、ストーリー自体は至ってシリアスで殺伐としている。

## ストーリー
舞台はアメリカの架空の都市スティルウォーター。街角を歩いていたプレイヤは、突然ギャング団同士の抗争に巻き込まれる。ギャング団とは無関係でありながら、そこにいたというだけで殺されそうになったその時、セインツロウ地区の教会を本拠地にするストリートギャング「サードストリートセインツ」のリーダー・ジュリアスと幹部のトロイに助けられる。
サードストリートセインツは他のギャング団にシマを荒らされ、風前の灯であった。そこでジュリアスはプレイヤをセインツに誘う。翌日、教会に赴いたプレイヤは入団儀式（殴り合い）を経て、晴れてセインツの一員となる。そして、プレイヤはジュリアスやトロイ、同じくセインツに属するデックスやジョニー、リンとともに、スティルウォーターを支配するギャング団、バイス・キングス、ウェストサイド・ローラーズ、そしてロス・カルナレスを滅ぼすべく、市内を縦横無尽に駆け抜け、立ちふさがる敵を容赦無く撃ち倒す。
差し当たってセインツロウ地区を敵ギャングから取り戻し、メンバーにそれぞれ敵対組織の担当を割り当て、プレイヤは彼らと共に戦う事となる。仲間に裏切られてリーダーの座を追いやられたベンジャミン・キングと共闘する形でバイス・キングスを壊滅させ、ウェストサイド・ローラーズは組織に潜入していたリンの死という重い代償を払いつつも勝利。ロス・カルナレスを壊滅させる過程でコロンビアン・カルテルと友好的な関係を築く事にも成功した。弱小チームだったセインツは今やスティルウォーターの覇者として君臨し、プレイヤはその功績を認められて組織のナンバー2を任命されるまでになっていた。
しかしその直後、突如としてジュリアスが警察に逮捕される。悪徳警察署長モンローはジュリアスを人質とし、現市長にして次期市長候補でもあるウィンスローの殺害を要求する。プレイヤはジュリアスを助けるべくこれを遂行するが、モンローはジュリアスを解放する事なく更なる要求を重ねる。プレイヤ達はモンローに反旗を翻し、殺害する。その後、新市長のヒューズから電話が掛かってきた。彼こそがモンローを裏で操っていた黒幕であり、ジュリアスの返還とセインツとの和解を申し出てきたのだ。プレイヤはその誘いに乗り、指示されたヨットに乗り込む。しかしそこにジュリアスはいなかった。待ち受けていたヒューズは自身の計画を語り出す。
以前より彼はセインツロウ地区の再開発を計画していたが、地区の貧民を立ち退かせるものであったために支持を得られなかった。しかしセインツの悪行が知れ渡った事でその一掃の大義名分の元に大衆の支持を集める事に成功。再開発が容易になったばかりか、そのセインツを利用してウィンスローも抹殺する事で市長に当選するという一石二鳥の計画であった。話を終えたヒューズは部下にプレイヤの始末を命じる。それと同時刻、ヨットを見つめていたジュリアスは腕時計を確認し、その場を去っていく。次の瞬間、プレイヤ達の乗っていたヨットは大爆発を起こす。プレイヤもヒューズも、ヨットの炎の中へと消えていった。

## スティルウォーター
今作の舞台であるアメリカ西海岸風の都市。モデルはアメリカの中西部に位置するミシガン州の都市のシカゴとデトロイトである。
スティルウォーター（Stillwater）という地名自体は現実に存在するため、本作では綴りからLを一つ減らして「Stilwater」とすることで差別化している。

### 施設
市内には利用可能なお店や施設が多数ある。

### サード・ストリート・セインツ
教会
サード・ストリート・セインツの拠点。
自宅
市内幾つかに主人公の家がある。ストーリーを進めるごとに増えていく。

### お店
懺悔室(Forgive and Forget)
警察の悪評度がついた際に規定の金額を払えば一瞬にして罪が消える。ドライブスルー式。
美容整形外科
美容整形が可能なチェーン店。主人公のカスタマイズをやり直せる。
フレンドリー・ファイヤー
武器ショップ。
ブラウン・バーガーズ
酒屋。
スロッピー・セカンド
衣料品店。
ブレンデッド
高価な帽子が売られている。
リム・ジョブス
自動車のドレスアップをしてくれる整備工場。

### 公共交通機関
タクシー
市内では3社の会社が存在している。流しのタクシーは拾えないが電話で呼ぶことが可能。
高架鉄道
市内を網羅している。有料で利用可能。

## 登場する組織
サード・ストリート・セインツ
スティルウォーターのセインツロウ地区に本拠を置く新興で多人種構成のギャング団。チームカラーは紫。
ウエスト・サイド・ローラーズ
スティール・ウォーターの北西部を支配するギャング弾で、レースや輸入車の密売などを行う。構成員はアジア系アメリカ人と白人を中心とする。もとは暴走族（ストリートレーサー）だったが、何らかのバックアップを得て現在にいたる。チームカラーは青。
ザ・ロス・カルナレス
スティール・ウォーターの南部を支配するヒスパニックを中心とするギャング団。最古参かつ規模も大きく、コロンビア・マフィアや麻薬カルテルとつながりがある。チームカラーは赤色。
バイス・キングス
スティール・ウォーターの北東部を支配するアフリカ系アメリカ人を中心とするギャング団。警察や音楽業界とつながりがある。チームカラーは黄色。

## 登場人物

### サード・ストリート・セインツ / 3rd Street Saints
プレイヤ(Playa)
声 - アンドリュー・キシノ（白人/アジア系）、ケン・マイケル（黒人）、ヘンリー・レイトン（ヒスパニック）
本作の主人公。元々は一般人だったが、街で突然ギャングの抗争に巻き込まれ、殺されそうになった所をジュリアスとトロイに助けられ、サード・ストリート・セインツのメンバーとなる。
素性や名前は不明で、次回作以降と違って極めて無口であるなどプレイヤーのアバターとして位置付けられており、作中でも実際に「プレイヤ」と呼ばれる。しかし、一部のシーンでセリフがあるため、決して喋れないというわけではない。
外見的特徴はプレイヤーが作る。性別は男性のみだが、白人・黒人・アジア系・ヒスパニックの4人種から選択が可能で、設定後も美容外科で変更が可能である。デフォルトの姿は金髪の白人男性。
セインツのメンバーとして敵対ギャング組織を片っ端から壊滅させ、遂には組織のナンバー2を任命される。しかし直後に警察に拘束されたジュリアスを助けるべく、市長のウィンスローと警察署長のモンローの殺害までもやってのける。その後、ヒューズの待つヨットに向かうも真相を聞かされた直後にヨットの爆発に巻き込まれるという謎めいた結末を迎える。この件の真相、及びプレイヤがこの後どうなったかは続編で明らかになる。
ジュリアス・リトル(Julius Little)
声 - キース・デイヴィッド
サード・ストリート・セインツのリーダー。黒人で紫のベレーをかぶっている。人望が厚く、周りからの信頼も高い。
トロイ(Troy)
声 - マイケル・ラパポート
サード・ストリート・セインツの幹部。茶髪で髭を生やしている。タバコを吸っていることが多い。
表向きセインツの一員として活動しているが、実はスティルウォーター市警の潜入捜査官であることがストーリー最終盤で明らかになる。後に市警本部長に昇任する。
名前はトロイの木馬から。
デックス(Dex)
声 - JAQ
サード・ストリート・セインツの幹部。
ロス・カルナレスへの攻撃の指揮を執る。セインツきっての頭脳派。
名前は「Poindexter」の略。
ジョニー・ギャット(Johnny Gat)
声 - ダニエル・デイ・キム
サード・ストリート・セインツの幹部。
ヴァイスキングスへの攻撃の指揮を執る。このメンバーの中で最も暴力に訴えがちな節があり、入団儀式の際にギャングメンバーを勢い余って倒してしまうほどである。
その性格が出ているためか、ヴァイスキングスのミッションは爆弾や売春宿襲撃などが多い。
最終的に違うものになったが、ジェット・リーがイメージ元になっている。
リン(Lin)
声 - ティア・カレル
サード・ストリート・セインツのメンバー。アジア系の女性で、美貌に反し男勝りな性格をしている。車の運転が得意で、愛車はシルバーにブルーストライプのVoxel。
敵ギャングウェストサイド・ローラーズの内部にスパイとして潜入し情報を流す。しかしシャープによって正体を見破られ、逆に人質に取られてしまう。その後、プレイヤと共に車のトランクに押し込められたまま海に沈められ、プレイヤは辛くも脱出に成功するがリンは命を落としてしまう。
『Gat out of Hell』には直接は登場しないが、エピローグの最後の絵でジョニー達がビーチバレーをしている中に姿を見せている。
アイーシャ(Aisha)
声 - サイ・スミス
ジョニーの恋人で歌手。ヴァイスキングス傘下のレコード会社に属しており、不当な契約を結ばれて難儀している。

### ロス・カルナレス/Los Carnales
ヘクター・ロペス(Hector Lopez)
声 - ホアキン・デ・アルメイダ
ロス・カルナレスのリーダー。父の跡を継いでリーダーになった。がっしりとした体格で、片方の目は白く濁っている。麻薬取引中にプレイヤに狙撃されて死亡。
キャラのイメージ元は声を担当したホアキン・デ・アルメイダ自身であり、デザイン時から彼の写真が用いられていた。
アンジェロ・ロペス(Angelo Lopez)
声 - フレディ・ロドリゲス
ヘクターの弟で右腕。兄亡き後に組織を継ぐが、襲撃にはカルテルが関わっていると誤解してマヌエルに疑いの目を向ける。ストーリー終盤では、ビジネスジェットでスティールウォーターを離れようとするもののプレイヤにジェット機ごとRPGで爆破されて死亡する。
ビクター・ロドリゲス(Victor Rodriguez)
声 - フィリップ・アンソニー・ロドリゲス
ヘクターのボディ・ガード。超人的な体力の持ち主。英語がしゃべれないらしく、彼のセリフは必ずスペイン語（Speack Spanish）と表記される。最後は車の炎上に巻き込まれ、焼死。
リズ(Luz Avelos)
声 - アンドレア・サブラ
アンジェロの恋人。彼女自身はギャングではない。マヌエルのお気に入りであったため、最終的に見逃される。
『2』ではデリバリーの依頼人として登場。『Gat out of Hell』では地獄に落ちた後に刑期40万年を超える亡者と化してしまい、アクティビティ「拷問のペテン」の対象となっている。
マヌエル(Manuel Orejuela)
声 - カルロス・フェロー
コロンビアマフィアの一員。ロス・カルナレスとの仲介役だったが、警察に押収された麻薬をセインツが取り返した事でそちらに乗り換える。

### バイス・キングス
ベンジャミン・キング(Benjamin King)
声 - マイケル・クラーク・ダンカン
バイス・キングスのリーダー。ジュリアスの旧友。過激なやり方を好まず、CD販売の売り上げや売春など、ギャングとしては割合平和的なやり方で仕事をこなす。
ウィリアムズとの対立の末、ターニャの裏切りにも遭い組織を追われるも、旧知で借りもあったジュリアスの命令を受けたプレイヤに助けられる。その後、バイス・キングスの解体を条件にセインツに協力。ターニャへの復讐を果たした後は一度はセインツに誘われるものの、断って去っていく。
『Saints Row 2』ではギャングから足を洗い自伝を書いているなどの事後が一部語られている。更に後の『Saints Row IV』では、アメリカ合衆国大統領に選出されたプレイヤ（ボス）の補佐官としてホワイトハウスに勤務しており、結果として一度は断ったセインツに身を置く事になる。
ウォーレン・ウィリアムズ(Warren Williams)
声 - オギー・バンクス
キングの右腕。「EZ-Money」というラッパーとしても活動する。凶暴な武闘派で、慎重派のキングとは幾度となく対立している。
セインツとの全面戦争を望み、ターニャと共謀してキングを追放する。公園にてキングを殺そうとしてたもののプレイヤに邪魔され、逆に自身の車を破壊されてしまう。炎上する車からなんとか脱出を試みるも、現れたターニャによって射殺される。
アンソニー・グリーン(Anthony Green)
声 - テレンス・カーソン
キングのボディ・ガード。愛称はトニー。
プレイヤ達がターニャのいる拠点を襲撃した際、背後からジョニーをショットガンで撃って負傷させ、身柄を拘束するも彼を救出に来たプレイヤに殺害される。
ターニャ・ウィンターズ(Tanya Winters)
声 - ミラ・クニス
バイス・キングスの売春事業の元締めで、トニーとウィリアムズに二股をかけている。
ウィリアムズと共謀してキングから組織を乗っ取るが、そのウィリアムズがプレイヤ達に敗れると彼を容赦なく射殺して自身が組織の頂点に立つ。しかしプレイヤ達の協力を得たキングに逆襲されて窓から転落。ふちにぶら下がりつつ命乞いをするが、キングに手を踏み付けられてそのまま転落死する。
『Saints Row IV』ではキングのトラウマの一つとしてシミュレーション上に再現され、再び彼を殺そうとする。最終的にまた倒される事になるが、何故かその後は仲間になる。

### ウエスト・サイド・ローラーズ
ジョセフ・プライス(Joseph Price)
声 - グレッグ・シムズ
ウエスト・サイド・ローラーズのリーダー。ドニーに紹介されたリンを重用した事でセインツに重要情報を流す事になってしまい、それを見抜いたシャープを殺された事で怒りからセインツを襲撃する。最後は大型トラックでプレイヤに襲いかかるが返り討ちに遭って死亡。
ウィリアム・シャープ(William Sharp)
声 - デビッド・キャラダイン
ジョセフの叔父である弁護士で、ウエスト・サイド・ローラーズのブレーン。限られた人間した知り得ない情報がセインツに漏れている事からリンに疑いの目を向け、逆に彼女を利用してプレイヤを誘き出す。その後、車ごと海に沈める事で二人を抹殺しようとしたが、脱出に成功したプレイヤに追撃されて殺害される。
『Gat out of Hell』のエピローグによると、地獄に落ちた後はキキ・デウィンターを攫おうとしたらしいがデイン・ヴォーゲルの命懸けの行動で奪い返され、最終的にデインのプールの掃除係にされてしまったらしい。
ドニー(Donnie)
声 - アンドリュー・キシノ
ウエスト・サイド・ローラーズの一員でメカニック。ジョセフとは仲が良い。
リンとプレイヤが一芝居売った自作自演によってリンを信頼し、彼女に好意を寄せるようになる。そのままリンをジョセフに紹介し、結果として組織の情報をリンを通じてセインツに流す事になる。シャープによってリンの正体を見破られ、真実を告げられてもそれを信じず憤慨して去って行った。ストーリー終盤にはリンの写真を眺めながら悲しみに暮れている姿が映る。
『Saints Row 2』ではブラザーフッドに鞍替えしている。また、『Saints Row IV』ではDLCミッションで再登場を果たす。

### 仲間
条件を満たすと仲間になり、電話で呼び寄せられるようになる人々。
Wheel Woman
プレイヤの代わりに車を運転してくれる運転係。入団儀式を受けると仲間になる。
Will
セインツのポン引き。セインツのスカウトをクリアすると仲間になる。
Samantha
ストリッパー。バイス・キングスのエスコートをクリアすると仲間になる。
Laura
麻薬売人。ウエスト・サイド・ローラーズのデリバリーをクリアすると仲間になる。
Chicken Ned
特定の電話番号に電話すると、仲間になる。
Mr. Wong
チャイナタウンに住む中国系の老人。ウエスト・サイド・ローラーズのヒットマンをクリアすると仲間になる。
Zonbie ????
ゾンビ。死後に特定の電話番号に電話すると仲間になる。
正体はウエスト・サイド・ローラーズとの戦いで命を落としたリン。ゾンビらしく、自分の腕を引き千切って武器にする。

### その他
リチャード・ヒューズ(Richard Hughes)
声 - クランシー・ブラウン
スティルウォーターの市会議員で、市長候補。ストーリー終盤で対立候補のウィンスローがプレイヤに殺害されたため市長に当選した。実はモンローを使ってウィンスロー殺害を仕向けた黒幕であり、その目的はセインツロウ地区の再開発であった。仕上げとして、ジュリアスの身柄を餌にプレイヤを呼び出して始末しようとしたが、その直後に乗っていたヨットが爆発して死亡する。
マーシャル・ウィンスロー(Marshal Winslow）
声 - クリス・ウィリアムズ
スティルウォーターの現市長であり、リチャードの政敵。ストーリー終盤では、市警本部長のモンローから殺害の依頼を受けたプレイヤにキャンペーンバスをジャックされた後、踏切にバスごと放置されて、電車と衝突して死亡する。
モンロー(Monroe)
スティルウォーター市警本部長。ストーリー終盤でジュリアスを身柄拘束して、プレイヤにウィンスローの殺害を依頼。しかしウィンスローが死んだ後もジュリアスを解放する事なく更なる要求をしたため、セインツの逆襲を受け、自らも車列を襲われて死亡する。後継の市警本部長には潜入捜査官であったトロイが引き継ぐことになった。

## 開発
ボリションのシニアデザイナーであるダグ・ネルソンは、ゲーム内における善玉と悪玉をはっきり分布させる手法として、警察を含む4つの敵ギャングを配置する方法を採った。しかし制作が進むにつれて警察はギャングとして扱われなくなり、本編で敵対する勢力は3つになった。トロイは本来は警察の担当となるはずであり、潜入捜査官という設定はそれに基づく予定で決められたものであった。
ジョニー、デックス、リン、それに実現しなかったトロイを含めた4人のギャング攻撃担当者は各々に違う事をさせ、プレイヤーに多様な体験を提供するという意図があった。各キャラの設定もそれに基づいて作られたものであり、後のシリーズで人気になったジョニーのキャラクターもその一環で決められたものであって最初から意図されていた訳ではない。また、デックスのように計画を立て過ぎると実行が遅れ、逆にジョニーのように無計画では失敗すると言ったように、「一方通行では物事は上手く行かない」「プレイヤーと各担当者が協力する事で結果が出せる」というテーマも込められている。
本作は元々はギャングスターをシリアスに描くストーリーとして開発されていたが、開発途中に同じくストリートギャングの抗争を扱った『グランド・セフト・オート・サンアンドレアス』（以下、GTASA）が発表され、差別化を図って楽しさやおふざけをもう少し前面に出す方向に変更にした。また、主人公達のギャングカラーもGTASAと同じ緑だったため、共通点を持たないようにするべく変更し、黄、青、赤といった目立つ色は敵ギャングに既に使用していたため、王位や富を象徴する紫を選んだ。

## シリーズ作品
ナンバリング
- Saints Row 2
本作の2年後を描く続編。本作ラストから昏睡状態に陥っていた主人公が覚醒し、新生セインツのボスとなって街を再び支配するべく立ち上がる。以降は主人公は「ボス」と呼ばれ、明確なキャラクター付けが成されていく。舞台は同じくスティルウォーター。本作のリアル路線を引き継いでいる。
- Saints Row: The Third
『2』の数年後。ストリートギャングからポップカルチャーの象徴の大スターへと躍進を遂げたセインツが、新たな街「スティールポート」を舞台に破天荒な戦いを繰り広げる。この作品からコミカル路線に進む。
- Saints Row IV
『The Third』の数年後。アメリカ合衆国大統領への大出世を遂げたボスが、地球侵略に来たエイリアンの帝国に立ち向かう。舞台は「バーチャル・スティールポート」を始めとする仮想空間やエイリアンの母船など。

スピンオフ・関連作
- Saints Row: Gat out of Hell
『IV』の後日談。サタンに連れ去られたボスを救うべく、ジョニーが地獄で大暴れする。
- Agents of Mayhem
『Gat out of Hell』のエンディングの一つで生まれ変わったパラレルワールドの地球の物語。ソウルを舞台に、元セインツメンバーを含む「ワル」達が悪の組織と対決する。

リブート
- Saints Row(2022年)
メキシコ国境付近の都市「サント・イレソ」を舞台に、学生上がりの若者達が裏社会の頂点を目指す。『2』以前のリアルさと『The Third』以降のコミカルさを融合させた作風となっている。

開発中止
- Saints Row: Undercover
2009年にPSP用ソフトとして企画されたが当時のボリションには携帯ゲーム開発の経験が無く、外部スタジオに外注する形での開発となった。結果として『Saints Row』のクオリティには満たないと判断され、開発中止となった[5]。
存在自体ボリションスタッフにも殆ど知らされていなかった[5]が、2016年にボリションのアソシエイトビデオエディターであるジョシ・スティントンが保管室からゲームデータと開発キットを偶然発見し、ゲーム映像やプログラムの入ったISOファイルが公開された[6]。但し、あくまで開発途中のデータであるため、まともにプレイはできない。
- Saints Row: Drive-By
Xbox Live、PlayStation Networkで配信予定で、ニンテンドー3DSでも発売を想定していたが2011年5月に開発中止となった[7][8]。その後は同プラットフォームにて『Saints Row: Money Shot』というゲームが開発開始された[9]が、こちらも実現はしなかった。後に『The Third』にて武器や乗り物などの一部要素がDLC「Moneyshot Pack」として配信された。
- Saints Row: The Cooler
シリーズ初の格闘ゲームとなる予定だった作品。Xbox 360とPlayStation 3用に開発されており、KinectとPlayStation Moveにそれぞれ対応する予定だった[10]。